# Marie-Christine Lebleu-Clavreul
Marie-Christine Lebleu-Clavreul – francuska siatkarka, w latach 1980-1990 występowała w reprezentacji Francji, pełniąc także funkcję kapitana.
W latach 1979–1986 była zawodniczką Clamart VB, a następnie Racing Club de France. W sezonie 1988/1989 rywalizowała z siatkarkami BKS Stal Bielsko-Biała w pierwszej rundzie Pucharu Europy Mistrzyń Krajowych.
W swojej karierze sportowej wywalczyła dwanaście medali w Ligue A.
Jej córka Juliette Fidon-Lebleu od 2016 również powoływana do reprezentacji kraju.

## Sukcesy klubowe
Mistrzostwo Francji:
- 1981, 1982, 1983, 1984, 1985, 1986
- 1980

Puchar Francji:
- 1986